# Malhação 2018
A vigésima sexta temporada da série de televisão brasileira Malhação, intitulada Malhação - Vidas Brasileiras, e popularmente chamada de Malhação 2018, foi produzida pela TV Globo e exibida de 7 de março de 2018 a 15 de abril de 2019 em 284 capítulos. A temporada é uma versão da série canadense 30 vies, de Fabienne Larouche.
Escrita por Patrícia Moretzsohn, com a colaboração de Renata Dias Gomes, Chico Soares, Laura Rissin e Ricardo Tiezzi, contou com a supervisão de texto de Daniel Ortiz. A direção foi de Thiago Teitelroit, Giovanna Machline, Nathália Warth, Matheus Malafaia, Mayara Aguiar, Caetano Caruso e Oscar Francisco, sob a direção geral e artística de Natália Grimberg.
Contou com as atuações de Camila Morgado, Alice Milagres, Daniel Rangel, Rayssa Bratillieri, André Luiz Frambach, Joana Borges, Eike Duarte e Leonardo Bittencourt.

## Produção

### Desfalques no elenco
A primeira saída do elenco foi de Ana Beatriz Nogueira, que teve de se afastar da trama para interpretar Ondina na trama das nove, O Sétimo Guardião, e na trama ela acaba sendo presa por roubo. Alguns meses depois foi a vez de Luis Gustavo, que por problemas de saúde se afastou, e seu personagem fez uma viagem. Pela boa repercussão no seriado, Guilhermina Libanio foi convidada para integrar o elenco da telenovela Órfãos da Terra e conseguiu dispensa da direção para deixar Malhação antes do fim, sendo que sua personagem teve o desfecho indo para Portugal estudar. O ator Carmo Dalla Vecchia também foi escalado para a trama.

### Temáticas
- Drogas, por meio do personagem Felipe Kavaco (Gabriel Contente), que durante um trabalho na marinha fazendo a manutenção de barcos tem acesso a uma droga inalante e vicia-se na substância.[7]
- Assédio sexual, por meio da personagem Verena (Joana Borges), que durante uma sessão de reforço com o professor de história Breno (Marcelo Argenta), acaba sendo assediada pelo mesmo.[8]
- Intolerância religiosa, por meio da personagem Talíssia (Luellem de Castro), que é alvo de preconceito por ser candomblecista.
- Estereótipos masculinos, por meio do personagem Leandro (Dhonata Augusto), que acaba sendo confundido como homossexual por seu pai (Daniel Ribeiro), por ser dançarino.
- Gordofobia e idealização do corpo, por meio da personagem Úrsula (Guilhermina Libanio), que sofre bullying por conta de seu peso.
- Criminalidade, por meio do personagem Érico (Gabriel Fuentes), que influenciado por seu tio Getúlio (Arlindo Lopes) e focado em tirar sua mãe da cadeia, se envolve em um crime e acaba em um reformatório.
- Anorexia nervosa, bulimia nervosa e idealização do corpo, por meio de Pérola (Rayssa Bratillieri), que ao conhecer Bia (Arianne Botelho) [9] e Ana Cruz (Clarissa Muller), acaba sendo influenciada por elas a se tornar mais magra, levando-a a um quadro de transtorno alimentar.
- Agressão e adoção, por meio do personagem Garoto (Pedro Maya), que sofre maus tratos de seu pai biológico e é adotado pelo avô de Tito (Tom Karabachian), seu Heitor (Luis Gustavo).
- Tráfico de drogas, por meio do personagem Alex (Daniel Rangel), que se envolve numa roubada ao conhecer numa balada Carol (Giovana Cordeiro) e Clarissa (Carla Diaz).[10]
- Esclerose lateral amiotrófica, por meio da personagem Amanda (Pally Siqueira), que passa a ter dificuldades na relação com Kavaco (Gabriel Contente) por conta dos sintomas de sua doença.[11]
- Alcoolismo e relação paterna, por meio do personagem Márcio (André Luiz Frambach), que termina por incentivar seu pai alcoólatra Rafael (Carmo Dalla Vecchia) a frequentar as reuniões do Alcoólicos Anônimos.[12]
  - O assunto da relação entre pai e filho também é abordado pelo personagem Santiago (Giovanni Dopico), expulso de casa pelo pai quando este descobre que o filho é homossexual.
- Virgindade e tecnologia, por meio dos personagens Flora (Jennifer Oliveira) e Tito (Tom Karabachian), que enfrentam a insegurança e a pressão decorrentes da primeira vez.[13]
- Machismo e violência verbal, por meio da personagem Maria Alice (Alice Milagres), que teve de lidar com um trauma causado por uma difamação ao retornar para sua antiga cidade.[14]
- Radicalismo político e fake news, por meio dos personagens Hugo (Leonardo Bittencourt), Fabiana (Giovanna Rangel) e Dandara (Jeniffer Dias), que têm de encarar suas divergências ao disputar a presidência do grêmio estudantil.[15]
- Homofobia, por meio do personagem Michael (Nila), que precisa lidar com o preconceito por conta de sua orientação sexual ao passo que se encanta por Santiago (Giovanni Dopico).[16]
  - Santiago, por sua vez, sofre homofobia por parte do pai (Jackson Antunes), uma vez que este faz de tudo para tirar o filho de perto do namorado.[17]
- Pornografia de vingança, por meio da personagem Jade (Yara Charry), por vingança da personagem Fabiana (Giovanna Rangel) que exibe nudes de Jade em um programa de televisão.[18]
- Depressão, por meio do personagem Álvaro (Eike Duarte).[19]
- Dinâmica familiar, por meio da personagem Talíssia (Luellem de Castro), que briga na justiça pela guarda de Valentina (Maria Alice Guedes) com seu ex-namorado, Marcos (Miguel Rômulo).[20]
- Gravidez na adolescência e ameaça, quando a ex-namorada de Márcio (André Luiz Frambach), Camila (Lorena Comparato), é obrigada por Fábio (Arthur Aguiar) a dizer que está grávida do garoto, abalando as estruturas de seu relacionamento com Pérola.[21]
- Sequestro e violência urbana, por parte de Kavaco (Gabriel Contente), Pérola (Rayssa Bratillieri), Alex (Daniel Rangel) e Márcio (André Luiz Frambach), que, ao subirem uma comunidade para promover um projeto da ONG, são levados por criminosos e mantidos em cárcere privado até que Rafael (Carmo Dalla Vecchia) os encontra e os liberta com o auxílio da polícia.
- Bullying, abordado pela personagem Fabiana (Giovanna Rangel) que não tem um bom relacionamento com sua mãe Jaqueline (Ellen Rocche), por isso sofre com a rejeição e o isolamento dos amigos.[22]
- Assédio Moral no esporte, por meio do personagem Santiago (Giovanni Dopico), que sofre pressão e abuso moral por parte do seu técnico em uma peneira de futebol. Além de sofrer piadas homofóbicas por outros jogadores.

## Enredo
Gabriela Fortes (Camila Morgado) é uma professora absolutamente apaixonada pela profissão. Sua vocação vai além do ofício, está estampada na alma. Corajosa, traz consigo a idealista do passado, que esperava mudar o mundo através do seu trabalho em sala de aula. Há anos ensina Português e Literatura no Colégio Sapiência, uma escola particular de Botafogo, zona sul da cidade do Rio de Janeiro. Apesar de muito envolvida com os seus alunos, a cada dia fica mais evidente a sua necessidade de se dedicar a um sonho antigo: contribuir com a educação de adolescentes carentes, fazer a diferença na educação dessas pessoas, dando a eles uma possibilidade de um futuro diferente. E é exatamente por ter muita coisa para lidar que, por vezes, deixa de lado a sua própria vida para estar mais próxima dos seus alunos. Casada com Paulo (Felipe Rocha) e mãe de três filhos: os gêmeos Alex (Daniel Rangel) e Flora (Jeniffer Oliveira), e ainda a pequena Mel (Maria Rita Silva), Gabriela se tornou uma mulher mais pragmática, e sua família se ressente da sua ausência, cobrando a presença dela em casa.
O clima em casa piora quando Gabriela é surpreendida com uma notícia inesperada. Empolgada em liderar uma parceria entre o Colégio Sapiência e a ONG Percurso, que leva estudantes de baixa renda para estudar em escolas particulares de alto rendimento, Gabriela descobre que o diretor da organização é Rafael (Carmo Dalla Vecchia), um grande amor que ela teve no ensino médio, com quem dividia os mesmos ideais, uma paixão mal resolvida da juventude. O reencontro provoca um rebuliço na vida de Gabriela e desestabiliza ainda mais o casamento, já que Paulo não conterá o seu ciúme ao ver a esposa mergulhada na missão de fazer os novos alunos se destacarem na escola.
Alex, o filho mais velho de Gabriela, é o namorado de Pérola Mantovani (Rayssa Bratillieri), filha da socialite Isadora Mantovani (Ana Beatriz Nogueira) e do empresário e político Eduardo Mantovani (Edson Celulari). Quando ele é preso, a sua família cai na desgraça e começa a desabar. A garota acaba desenvolvendo um início de bulimia nervosa e anorexia nervosa. Ao mesmo tempo, os bolsistas do Sapiência são incorporados à trama. Maria Alice (Alice Milagres), filha de Rosália (Guta Stresser), a empregada doméstica da mansão da família Mantovani, vem de Barretos para estudar no Rio de Janeiro e fugir de problemas familiares. A moça logo atrai as atenções de Alex. Os outros bolsistas que chegam são Érico (Gabriel Fuentes), a atleta de ginástica rítmica Verena (Joana Borges), Amanda (Pally Siqueira), Talíssia (Luellem de Castro), Michael (Nila), Leandro (Dhonata Augusto) e Carlos Aníbal (Pedro Maya). A chegada e adaptação dos alunos movimentam a escola e o relacionamento entre os alunos. Suas famílias e professores tornam-se o foco da história.

## Elenco
| Intérprete           | Personagem                     |
| -------------------- | ------------------------------ |
| Camila Morgado       | Profª. Gabriela Santos         |
| Alice Milagres       | Maria Alice da Paz             |
| Daniel Rangel        | Alexandre Santos Fortes (Alex) |
| Rayssa Bratillieri   | Pérola Mantovani               |
| André Luiz Frambach  | Márcio Porto                   |
| Joana Borges         | Verena Dias                    |
| Eike Duarte          | Álvaro Borges                  |
| Leonardo Bittencourt | Hugo Rabelo                    |
| Gabriel Contente     | Felipe Kavaco (Kavaco)         |
| Pally Siqueira       | Amanda Garcia                  |
| Guilhermina Libanio  | Úrsula Bartolomeu              |
| Bruno Ahmed          | Enzo Vilanova                  |
| Giovanna Rangel      | Fabiana Mota                   |
| Tom Karabachian      | Tito Laroche                   |
| Jeniffer Oliveira    | Flora Santos Fortes            |
| Giovanni Dopico      | Santiago Paiva                 |
| Nila                 | Michael Müller                 |
| Gabriel Fuentes      | Érico Melo                     |
| Yara Charry          | Jade Poitier                   |
| Dora Freind          | Bárbara Bartolomeu             |
| Dhonata Augusto      | Leandro de Jesus               |
| Jeniffer Dias        | Dandara Nogueira da Conceição  |
| Luellem de Castro    | Talíssia Costa                 |
| Pedro Maya           | Carlos Aníbal Laroche (Garoto) |
| Julia Portes         | Lia                            |
| Carmo Dalla Vecchia  | Rafael Porto                   |
| Felipe Rocha         | Paulo Fortes                   |
| Guta Stresser        | Rosália da Paz                 |
| Luis Gustavo         | Heitor Laroche                 |
| Arlindo Lopes        | Getúlio Melo                   |
| Bianca Rinaldi       | Profª. Leonor                  |
| Bukassa Kabengele    | Prof. Marcelo da Conceição     |
| Marianna Armellini   | Profª. Brigitte Simões         |
| Marcelo Argenta      | Prof. Breno Ventura            |
| André Luiz Miranda   | Vínicius                       |
| Matheus Cunha        | Peixe                          |
| Julia Mendes         | Marli                          |
| Maria Rita Silva     | Melissa Santos Fortes (Mel)    |
| Maria Alice Guedes   | Valentina Costa                |

### Participações especiais
| Intérprete             | Personagem                               |
| ---------------------- | ---------------------------------------- |
| Fernanda Paes Leme     | Solange Pelegrino                        |
| Ana Beatriz Nogueira   | Isadora Mantovani                        |
| Edson Celulari         | Eduardo Mantovani                        |
| Malu Mader             | Melissa Kavaco                           |
| Daniel Dantas          | Jairo Kavaco                             |
| Aracy Balabanian       | Janete Kavaco                            |
| Miguel Rômulo          | Marcos Almeida (Marquinhos)              |
| Ângelo Paes Leme       | Tarcísio Porto                           |
| Miriam Freeland        | Catarina                                 |
| Christian Figueiredo   | Gutuber                                  |
| Fabiana Karla          | Penha da Paz                             |
| Juliana Alves          | Lorraine                                 |
| Lady Francisco         | Lorraine Mãe                             |
| Betty Faria            | Olívia                                   |
| Vera Fischer           | Ana Tanquerey                            |
| Jackson Antunes        | Lourenço Paiva                           |
| Nicette Bruno          | Estela Santos                            |
| Flávio Migliaccio      | Roberto Santos                           |
| Débora Lamm            | Nina Burana                              |
| Marcelo Adnet          | Davi Castell                             |
| Alexandre Moreno       | Jeremias                                 |
| Guilherme Weber        | Régis Borges                             |
| Cláudio Lins           | Osvaldo Rabelo                           |
| Giselle Batista        | Raíssa                                   |
| Carla Diaz             | Clarissa                                 |
| Arthur Aguiar          | Fábio                                    |
| Ana Paula Bouzas       | Violeta Melo                             |
| Arianne Botelho        | Bia                                      |
| Babu Santana           | Aloísio                                  |
| Bella Piero            | Sofia                                    |
| Letícia Isnard         | Juliana Dias                             |
| Charles Paraventi      | Tobias                                   |
| Gorete Milagres        | Elizabeth Müller (Beth)                  |
| Laila Garin            | Tânia Borges                             |
| Ellen Rocche           | Jaqueline Mota (Jaque)                   |
| Georgiana Góes         | Lúcia                                    |
| Jaime Leibovitch       | Norton                                   |
| Márcio Vito            | Rian                                     |
| Rita Guedes            | Valéria                                  |
| Lorena Comparato       | Camila                                   |
| Dani Ornellas          | Simone Costa                             |
| Gustavo Ottoni         | Bernardo                                 |
| Vinícius Redd          | Anderson                                 |
| Carlos Fonte Boa       | Mark                                     |
| Vanessa Pascale        | Manuela (Manu)                           |
| Vanessa Bueno          | Larissa                                  |
| Carla Cristina Cardoso | Yasmin                                   |
| João Velho             | César                                    |
| Paulo Verlings         | Calebe                                   |
| Kika Kalache           | Marisa de Jesus                          |
| Daniel Ribeiro         | Antônio de Jesus (Tom)                   |
| Giovana Cordeiro       | Maria Carolina Lima (Carol)              |
| Larissa Bracher        | Eliane Cruz                              |
| Cristina Mullins       | Diretora do colégio onde Pérola estudava |
| Dja Marthins           | Tia de Maria Alice                       |
| Hugo Resende           | Edson                                    |
| Ghilherme Lobo         | Luís                                     |
| Josie Antello          | Quitéria                                 |
| Pedro Garcia Netto     | José Augusto Sampaio                     |
| Gabriel Moura          | Julinho                                  |
| Hugo Germano           | Jorge Costa                              |
| Gabriela Freire        | Meg                                      |
| João Pedro Oliveira    | João Pedro                               |
| Renata Gasparim        | Lu                                       |
| Clarissa Muller        | Ana Cruz                                 |
| Sérgio Maciel          | Antônio                                  |
| Léo Israel             | Neto                                     |
| Gabriel Antunes        | Luca                                     |
| Gabriela Loran         | Priscila                                 |
| Diego Goullart         | Cláudio                                  |
| Gilberto Miranda       | Fábio                                    |
| Renan Monteiro         | Selmo                                    |
| Ruan Aguiar            | Vagner                                   |
| Diogo Monteiro         | Bryan                                    |
| Diogo Tarre            | Deivide                                  |
| Rafael Bravo           | Charlie                                  |
| Carolina Lopez         | Iohana                                   |
| Shirley Cruz           | Joana                                    |
| Julia Lund             | Ellen                                    |
| Rodrigo Rangel         | Edgar                                    |
| Renan Mayer            | Rei                                      |
| Cristiano Sauma        | Mateus Barbieri                          |
| João Cordella          | Vitor                                    |
| Alexandre Lino         | Amaro                                    |
| Danilo Maia            | Naldo                                    |
| Vitor Mayer            | Vitor                                    |
| Luciano Pullig         | Virgílio                                 |
| Adriana Machado        | Isabela                                  |
| Antônio Alves          | Dênis                                    |
| Bella Camero           | Soninha                                  |
| Andréa Beltrão         | Ela mesma                                |
| Otaviano Costa         | Ele mesmo                                |
| Nando Reis             | Ele mesmo                                |
| Naiara Azevedo         | Ela mesma                                |
| Buchecha               | Ele mesmo                                |

## Exibição
Exibida desde 7 de março, "Vidas Brasileiras" era recomendada para maiores de 10 anos. Por conter consumo de drogas ilícitas e assuntos que devem ser vistos apenas nas novelas das 9, o Ministério da Justiça notificou a Globo, solicitando que a novela fosse reclassificada para maiores de 12 anos. Com isso, a trama torna-se um conteúdo inapropriado para crianças e adolescentes que tenham faixa etária menor que a recomendada. A telenovela voltada ao público mais jovem, antigamente era exibida para todos os públicos. Passando o tempo, a emissora se viu obrigada a aumentar a classificação. Por ter sido alertada mais de uma vez, a mudança foi feita obrigatoriamente. Se o STF não derrubasse a classificação indicativa por faixa etária e horária, a temporada seria exibida apenas às 20h00 da noite.

## Trilha sonora
A trilha sonora oficial da 26.ª temporada de Malhação é composta por dois álbuns. O primeiro lançada em 12 de julho de 2018, e o segundo em dezembro de 2018, ambos pela Som Livre.

### Malhação - Vidas Brasileiras

#### Lista de faixas
1. Põe Fé Que Já É - Arnaldo Antunes (Tema de abertura)[80]
2. Pesadão -  Iza (Part. Marcelo Falcão) (Geral)
3. New Rules - Dua Lipa (Tema de Verena)
4. The Less I Know The Better - Tame Impala
5. Wolves - Selena Gomez & Marshmello (Peróla)
6. Power - Little Mix (Feat. Stormzy)
7. Da1like - Banda Uó (Part. Karol Konka) (Tema de Leandro)
8. Menina – Omulu (Part. MC Delano)
9. Ponta De Lança - Rincon Sapiência
10. Innocent Man - Rag'n'Bone Man
11. Um Só - Os Tribalistas
12. Beija Eu - Silva (Tema de Tito e Flora)
13. Medo De Careta - Os Dentes
14. Mexeu Comigo - Tiê (Tema de Maria Alice e Alex)
15. Minha Lágrima Salta - Paulinho Moska
16. Sorte - Ney Matogrosso
17. Não Espero Mais - O Terno (Tema de Michael e Santiago)

Outras canções não incluídas na trilha sonora
- Nosso Sonho - Claudinho e Buchecha
- Deadly Nightshade - James Jones
- I Gave It All - Aquilo
- À Primeira Vista - Chico César
- Din Din Din - Ludmilla
- Vai e Vem - Mallu Magalhães
- Partilhar - Rubel (Tema de Amanda e Kavaco)
- On Était Beau - Louane (Tema de Jade)
- Bumbum de Ouro - Gloria Groove[81]
- Assim Caminha a Humanidade - Lulu Santos
- Que Sorte a Nossa - Ana Vilela
- Areia - Sandy e Lucas Lima (Tema de Pérola e Márcio)
- Memórias - Pitty (Tema de Fabiana)

### Instrumental
A trilha sonora instrumental da novela foi composta por Rogério Vaz e Sacha Amback, sendo lançada em um CD com apenas 23 faixas.
Faixas
1. Coming Back — Rogério Vaz, Sacha Amback
2. Barroco — Rogério Vaz, Sacha Amback
3. Angústia — Rogério Vaz, Sacha Amback
4. Sem Destino — Rogério Vaz, Sacha Amback
5. Heitor — Rogério Vaz, Sacha Amback
6. Vidas Perdidas — Rogério Vaz, Sacha Amback
7. Paisagem Urbana — Rogério Vaz, Sacha Amback
8. Arrocha No Funk — Rogério Vaz, Sacha Amback
9. Amanda — Rogério Vaz, Sacha Amback
10. Flor — Rogério Vaz, Sacha Amback
11. Contemplativo — Rogério Vaz, Sacha Amback
12. Márcio — Rogério Vaz, Sacha Amback
13. Flores — Rogério Vaz, Sacha Amback
14. Enigma — Rogério Vaz, Sacha Amback
15. Girassol — Rogério Vaz, Sacha Amback
16. Sentimental — Rogério Vaz, Sacha Amback
17. Vidas Em Ação — Rogério Vaz, Sacha Amback
18. Sublime — Rogério Vaz, Sacha Amback
19. Texturas — Rogério Vaz, Sacha Amback
20. Triste — Rogério Vaz, Sacha Amback
21. Kavaco Vibe — Rogério Vaz, Sacha Amback
22. Tenso 1 — Rogério Vaz, Sacha Amback
23. Tenso 2 — Rogério Vaz, Sacha Amback

## Audiência
A estreia atingiu 17,9 pontos de média, uma queda de três pontos em relação ao primeiro capítulo da temporada anterior – que vinha de temporadas problemáticas e, após reverter a situação, havia deixado uma média alta para Vidas Brasileiras.  Em 15 de março atingiu apenas 14,5 pontos, a menor audiência em três anos. Nas duas primeiras semanas, a trama tinha atingido uma média de 16 pontos, uma queda de quatro pontos em relação a média contabilizada no mesmo tempo da temporada passada, que acumulava 20. Sua maior audiência ocorreu em 27 de junho, quando registrou 24,2 pontos. Esta audiência foi impulsonada pela transmissão de um dos jogos da Copa do Mundo FIFA de 2018 em que a seleção brasileira jogou contra a Sérvia.
Em 22 de novembro a temporada atingiu uma das piores audiências da história de Malhação ao marcar apenas 12 pontos, ficando em segundo lugar durante toda sua exibição atrás do Cidade Alerta, da RecordTV. O último capítulo marcou 17 pontos, a segunda pior audiência de um encerramento de temporada, a frente apenas de Malhação Casa Cheia com 15. Teve média geral de 16,2 pontos, derrubando em mais de 4 pontos o acumulado de Malhação: Viva a Diferença, que fechou com 20,4.

## Prêmios e indicações
| Ano  | Prêmio                              | Categoria               | Indicado                    | Resultado | Ref.   |
| ---- | ----------------------------------- | ----------------------- | --------------------------- | --------- | ------ |
| 2018 | Prêmio Nelson Rodrigues             | Melhor Tema Abordado    | Joana Borges                | Venceu    | [ 88 ] |
| 2018 | Meus Prêmios Nick                   | Artista de TV Favorito  | Daniel Rangel               | Indicado  |        |
| 2018 | Meus Prêmios Nick                   | Artista de TV Favorito  | Tom Karabachian             | Indicado  | [ 89 ] |
| 2018 | Prêmio Extra de Televisão           | Revelação do Ano        | Guilhermina Libanio         | Indicado  |        |
| 2019 | Melhores do Ano                     | Melhor Ator/Atriz Mirim | Maria Alice Guedes          | Indicado  | [ 90 ] |
| 2019 | Prêmio Emmy Kids Internacional 2019 | Melhor Série            | Malhação: Vidas Brasileiras | Indicado  | [ 91 ] |
| 2019 | Prêmio Emmy Kids Internacional 2019 | Programa Digital        | Malhação: Vidas Brasileiras | Indicado  | [ 91 ] |